# Ropica indigna
Ropica indigna es una especie de escarabajo longicornio del género Ropica, tribu Apomecynini, subfamilia Lamiinae. Fue descrita científicamente por Pascoe en 1865.

## Descripción
Mide 3,5-6 milímetros de longitud.

## Distribución
Se distribuye por Indonesia y Papúa Nueva Guinea.